# 北寺島町
北寺島町（きたてらじまちょう）は静岡県浜松市中央区の町名。丁番を持たない単独町名である。住居表示未実施。

## 地理
浜松市中央区の中心部、JR浜松駅の南に位置する。

### 河川
- 馬込川

### 学区
- 浜松市立竜禅寺小学校
- 浜松市立南部中学校

## 歴史

### 町名の由来
寺島町の北に位置することから北寺島町と命名された。

### 沿革
- 1889年（明治22年）4月1日 - 町村制が施行される。敷知郡浜松寺島村が周辺の村と合併し、敷知郡白脇村となる。なお、一部は浜松町へ編入される。旧村名は白脇村の大字として残る[WEB 7][書籍 2]。
- 1896年（明治29年）4月1日 - 郡制施行により、白脇村の所属郡が浜名郡に変更。
- 1904年（明治37年）12月14日 - 白脇村の一部（現在の砂山町・寺島町・北寺島町・龍禅寺町にあたる地域）が浜松市に編入される。
- 1925年（大正14年）5月1日 - 地籍整理により、大字浜松寺島・大字北馬込・大字新・大字浜松八幡地の一部・大字肴や大字紺屋の飛地を合わせて北寺島町を新設[書籍 1]。
- 2007年（平成19年）4月1日 - 浜松市が政令指定都市となる。北寺島町は中区の一部となる。
- 2024年（令和6年）1月1日 - 浜松市の行政区再編により、北寺島町は中央区の一部となる。

## 施設
- 静岡県警察浜松中央警察署駅南交番
- 浜松科学館 みらいーら
- 浜松北寺島郵便局
- 浜松市土木部中央土木事務所
- 社会福祉法人浜松児童福祉園ルンビニープレスクール
- 学校法人静岡自動車学園 専門学校浜松工科自動車大学校
- バロー北寺島店
- サンドラッグ北寺島店
- ミニストップ浜松北寺島町店

## 交通

### バス
- 遠鉄バス3三島江之島線、6大塚線：（浜松駅 方面 - ）北寺島（ - 南行政センター／新貝住宅 方面）

### 道路
- 浜松市道飯田鴨江線（駅南大通り）

## その他

### 警察
警察の管轄区域は以下の通りである。
| 番・番地等 | 警察署         | 交番・駐在所 |
| ---------- | -------------- | ------------ |
| 全域       | 浜松中央警察署 | 駅南交番     |

### 消防
消防の管轄区域は以下の通りである。
| 番・番地等 | 消防署   | 本署/出張所 |
| ---------- | -------- | ----------- |
| 全域       | 南消防署 | 本署        |

### 指定文化財
- 笹ヶ瀬隕石（北寺島町256-3 浜松科学館「みらい～ら」内、県指定天然記念物）[WEB 10]

### 書籍
1. 1 2  『わがまち文化誌 汽笛・ステンショ・まちこうば』浜松市南部公民館活動推進委員会、1991年3月31日、194頁。
2. ↑  『浜松市史 三』浜松市役所、1980年3月26日、176頁。

### WEB
1. ↑  “h02_22.csv”.   総務省 (2022年2月10日). 2024年10月4日閲覧。
2. ↑  “chuouku_menseki.xlsx”.   浜松市 (2024年3月12日). 2024年10月4日閲覧。
3. ↑  “静岡県 浜松市中央区 北寺島町の郵便番号 - 日本郵便”.   日本郵便. 2025年2月15日閲覧。
4. ↑  “市外局番の一覧”.   総務省 (2022年3月1日). 2024年6月17日閲覧。
5. ↑  “事業所案内及び管轄地域（事務所3件、分室3件）”.   一般社団法人静岡県自動車会議所. 2024年6月17日閲覧。
6. ↑  “住居表示実施状況”.   浜松市 (2024年1月4日). 2024年6月28日閲覧。
7. ↑  “historyofcities.pdf”.   静岡県総務部合併推進室・財団法人静岡県市町村振興協会. 2024年9月19日閲覧。
8. ↑  “駅南交番｜静岡県警察”.   静岡県警察 (2024年1月1日). 2024年6月17日閲覧。
9. ↑  “消防署の町別管轄「き」／浜松市”.   浜松市 (2023年4月3日). 2024年6月17日閲覧。
10. ↑  “しずおか文化財ナビ 笹ヶ瀬隕石｜静岡県公式ホームページ”.   静岡県 (2024年1月1日). 2024年12月9日閲覧。